# Siegfried Haber
Siegfried Haber (ur. 6 lutego 1841 w Brzegu, zm. 21 grudnia 1920 we Wrocławiu) – senior miasta Wrocławia, wrocławski kupiec żydowskiego pochodzenia.

## Życiorys
Urodził się w znanej wrocławskiej żydowskiej rodzinie Caroline (z d. Glückel Friedländer) i Jacoba Habera. Jego pierwszą żoną była Paula Haber, kuzynka pierwszego stopnia. Pobrali się pomimo sprzeciwu rodziny. Zmarła po porodzie syna Fritza. Powtórnie ożenił się z Hedwig Hamburger (1 września 1856 – 12 marca 1912). Haber miał czworo dzieci - syna Fritza oraz córki Else, Helene i Friedę.
W latach 1876–1912 pełnił funkcje radnego miejskiego oraz seniora miasta Wrocławia. Był członkiem Wrocławskiej Izby Handlowej. Był właścicielem firmy zajmującej się produkcją pigmentów, farb i farmaceutyków.
Siegfried Haber zmarł 21 grudnia 1920. Został pochowany na cmentarzu żydowskim we Wrocławiu.
Syn Siegfrieda Habera, Fritz Haber, został laureatem nagrody Nobla za techniczną metodę syntezy amoniaku.